# Шарлвал (Ер)
Шарлвал (фр. Charleval) насеље је и општина у северној Француској у региону Горња Нормандија, у департману Ер која припада префектури Andelys.
По подацима из 2011. године у општини је живело 1849 становника, а густина насељености је износила 130,76 становника/km². Општина се простире на површини од 14,14 km². Налази се на средњој надморској висини од 47 метара (максималној 140 m, а минималној 28 m).

## Демографија
| 1962. | 1968. | 1975. | 1982. | 1990. | 1999. | 2011. |
| ----- | ----- | ----- | ----- | ----- | ----- | ----- |
| 1.632 | 1.636 | 1.654 | 1.753 | 1.768 | 1.872 | 1.849 |

График промене броја становника у току последњих година